# (30097) Traino
(30097) Traino est un astéroïde de la ceinture principale.

## Description
(30097) Traino est un astéroïde de la ceinture principale. Il fut découvert le 4 mars 2000 aux Monts Santa Catalina par le projet CSS. Il présente une orbite caractérisée par un demi-grand axe de 2,37 UA, une excentricité de 0,13 et une inclinaison de 7,3° par rapport à l'écliptique.

## Compléments